# Oppenheimsches Kinderhospital
Das Abraham von Oppenheimsche Kinderhospital in der Buschgasse, Ecke An der Eiche, im Severinsviertel war das erste Kölner Kinderhospital.

## Geschichte
Charlotte Oppenheim stiftete nach dem Tod ihres Mannes Abraham von Oppenheim (1878) ihm zum Andenken 1880 der Stadt Köln 300.000 Mark zur Errichtung eines Kinderhospitals. Es wurde nach den Plänen des Kölner Stadtbaumeisters Hermann Weyer (1830–1899), des Neffen des Stadtbaumeisters Johann-Peter Weyer, im Neurenaissancestil geplant und nach zwei Jahren Bauzeit am 9. Oktober 1883 mit ca. 80 Krankenbetten in vier großen Sälen von je zehn Betten im Erdgeschoss und der ersten Etage und drei kleineren Sälen in der zweiten Etage eröffnet. Auch der Arzt des Hauses und die Oberschwester wohnten im Hospital. Da das Kapital für die Ansprüche der Ärzte an den Bau nicht reichte, brachte Oppenheim weitere 100.000 Mark ein. 
Das Haus stand anfangs auf ihren Wunsch hin (bis 1896) unter der Verantwortung der Oberärzte des städtischen Bürger-Hospitals, des Chirurgen Bernhard Bardenheuer und des Internisten Otto Leichtenstern. Der „Hausarzt“ war für die normale ärztliche Betreuung zuständig. Die Krankenpflege übernahmen Augustinerinnen (Cellitinnen). Zum Unterhalt des Krankenhauses und für die freie Versorgung bedürftiger Kölner Kinder jedweder Konfession stellte sie noch einmal 300.000 Mark Kapital zur Verfügung, aus dessen Zinsen der Aufwand bezahlt werden sollte.
1884 besuchte Kaiserin Augusta das Hospital, dessen Gründung durch privates Engagement einem öffentlichen Notstand in einer Zeit entgegenwirkte, als die Pädiatrie noch nicht Lehrfach an den Universitäten war, in anderen Städten aber schon seit den 1840er-Jahren Kinderkrankenanstalten entstanden – meist ebenfalls durch private Initiative.
Dem ursprünglichen Schwerpunkt in der Chirurgie folgte nach 1904 der Ausbau der „Inneren Abteilung“ durch den die Klinik leitenden Kinderarzt Ferdinand Siegert (1865–1946). Seitdem wurden auch Patienten mit infektiösen Krankheiten und Säuglinge behandelt.
Siegert hatte zusätzlich die Leitung der Kinderklinik an der 1904 gegründeten Akademie für Praktische Medizin (Vorläufer der med. Fakultät der Universität zu Köln), in der Lindenburg, die pädiatrisch/internistisch ausgerichtet war. Die Chirurgie wurde weiterhin in der Oppenheimschen Klinik durchgeführt, sodass ein Patientenaustausch stattfand. 1913 übernahm Grimm die Leitung der Anstalt, da Siegert in der Universitätsklinik in Anspruch genommen war. Zudem wandelte sich der Charakter des Hospitals. Schon 1908 wurde eine Städtische Säuglingsfürsorgestelle angegliedert, die unter anderem Säuglingsmilch an Bedürftige ausgab. In den 1920er-Jahren wurde eine Untersuchungsstelle für Kleinkinder eingerichtet, die Reihenuntersuchungen vornahm.

## Umbenennung und Zerstörung der Einrichtung
1937 änderte die nationalsozialistische Stadtführung den Namen des Oppenheimschen Kinderhospitals in „Städtisches Kinderhospital“. Im März 1941 folgte das Verbot, jüdische Kinder aufzunehmen. 
In der Nacht des 29. Juni 1943 zerstörten Bomben die Gebäude. 
Noch bis zum Beginn der 1960er-Jahre war die ehemalige Einrichtung als Kinderhospital auf Kölner Stadtplänen verzeichnet. Später erwarb die „Stiftung St. Josefshaus“ das Grundstück. 1967 wurde der Neubau der Katholischen Kindertagesstätte St. Josefshaus mit Spielplatz fertiggestellt. Ein erhaltenes Nebengebäude des Hospitals nutzt die Arbeiterwohlfahrt.